# Benacazón
Benacazón ist eine Gemeinde in der Provinz Sevilla in Spanien mit 7.358 Einwohnern (Stand: 2024). Sie liegt in der Comarca El Aljarafe in Andalusien.

## Geografie
Benacazón grenzt an Aznalcázar, Bollullos de la Mitación, Huévar del Aljarafe, Pilas, Sanlúcar la Mayor und Umbrete.

## Geschichte
Benacazón wurde womöglich in der Römerzeit als Bauerndorf gegründet. In der Gemeinde wurden jedoch Überreste aus der späten Bronzezeit gefunden. Die römische Präsenz in Benacazón wurde durch die Entdeckung von Überresten von Gebäuden, Fliesen und Ziegeln, die sich mit dem Ackerland vermischten, deutlich. Der Name stammt aus der arabischen Zeit von Al-Andalus, als der Ort „Ben-A-Casum“ genannt wurde. Nach der christlichen Rückeroberung änderte der König Ferdinand III. den arabischen Namen von Benacazón in Celada, was sich aber bei der Bevölkerung nicht durchsetzte.

## Sehenswürdigkeiten
- Eremitage von Castilleja de Talhara, erbaut im 14. Jahrhundert, eine der bedeutendsten Mudéjar-Kirchen in der Aljarafe.
- Eremitage von Gelo, ebenfalls im Mudéjar-Stil. Sie hat ein Kirchenschiff und zwei Seitenschiffe und ist in Backsteinbauweise errichtet.
- Pfarrkirche Santa Maria de las Nieves (17. Jahrhundert).